# Tirupati
Tirupati è una suddivisione dell'India, classificata come municipality, di 227.657 abitanti, situata nel distretto di Chittoor, nello stato federato dell'Andhra Pradesh. In base al numero di abitanti la città rientra nella classe I (da 100.000 persone in su).

## Geografia fisica
La città è situata a 13° 39' 0 N e 79° 25' 0 E e ha un'altitudine di 161 m s.l.m..

## Società

### Evoluzione demografica
Al censimento del 2001 la popolazione di Tirupati assommava a 227.657 persone, delle quali 117.786 maschi e 109.871 femmine. I bambini di età inferiore o uguale ai sei anni assommavano a 23.834, dei quali 12.254 maschi e 11.580 femmine. Infine, coloro che erano in grado di saper almeno leggere e scrivere erano 171.765, dei quali 96.407 maschi e 75.358 femmine.